# 武勝軍節度使
武勝軍節度使，開平三年（909年）設立，五代後梁在今河南省鄧州市設立的節度使，稱宣化軍節度使。領泌、隨、復、郢4州。後唐同光元年（923年）十二月，改稱威勝軍節度使。後晉天福七年（942年），增領原屬山南東道節度使的均、房2州，後漢天福二年（947年）復歸山南東道節度使。後周廣順二年（952年）三月，因避讳后周太祖，改稱武勝軍節度使。

## 历代節度使
- 李思安（909－910年）
- 孔勍（910年）
- 王檀（912－913年）
- 寇彦卿（915－918年）
- 戴思远（923年）
- 李绍钦（925－926年）
- 刘仲殷（926年）
- 陶玘（926－927年）
- 高行珪（927－928年）
- 卢文进（928－930年）
- 史敬镕（930年）
- 梁汉永（930－932年）
- 张万进（932－934年）
- 皇甫遇（934－936年）
- 李从璋（936－937年）
- 杨彦询（937－940年）
- 安审晖（940－942年）
- 宋彦筠（942－943年）
- 何建（943－944年）
- 王令温（944年）
- 石赟（944－945年）
- 宋彦筠（945－946年）
- 刘景岩（946年）
- 冯道（946年）
- 王周（947年）
- 刘重进（947－950年）
- 折从阮（950－951年）
- 张彦成（951－953年）
- 侯章（953－955年）
- 王令温（955－956年）
- 侯章（956－957年）
- 刘重进（957－958年）
- 宋延渥（宋偓）（958－960年）
- 张永德（960－977年）